# Rwezamenyo
Rwezamenyo est un secteur (Umurenge) du district Nyarugenge, dans la Province de Kigali, au Rwanda. Il est situé dans la partie sud-ouest de la ville de Kigali.

## Démographie
En 2012, la population de Rwezamenyo était de 16 763 habitants.
Selon le recensement de 2022, le secteur comptait un epopulation totale de 14 754 habitants, dont 7 556 hommes et 7 198 femmes. L'autorite Rwandaise de gestion de l'environment  a émis l'hypothèse que ce déséquilibre entre hommes et femmes est dû à la tendance des hommes à migrer vers la ville à la rechereche de l'emploi en dehors du secteur agricole, tandis que leurs épouses restent dans des foyers ruraux. Environ un quart de la population (24,1%) a moins de 15 ans, 73,3 % a entre 15 et 64 and, et 2,6 % a plus de 64 ans.

## Secteurs
Le district de Nyarugenge est divisé en 10 secteurs (Imirenge) : Gitegac, Kanyinya, Kigali, Kimisagara, Mageragere, Muhima, Nyakabanda, Nyamirambo, Nyarugenge et Rwezamenyo. 